# ريتشارد غوردون
ريتشارد غوردون (بالإنجليزية: Richard Gordon)‏ هو لاعب كرة قدم أمريكية أمريكي، ولد في 7 يونيو 1987 في ميامي في الولايات المتحدة.

## وصلات خارجية
- ريتشارد غوردون على موقع مرجع كرة القدم المحترفة.كوم (الإنجليزية)